# Bernhard Hauff

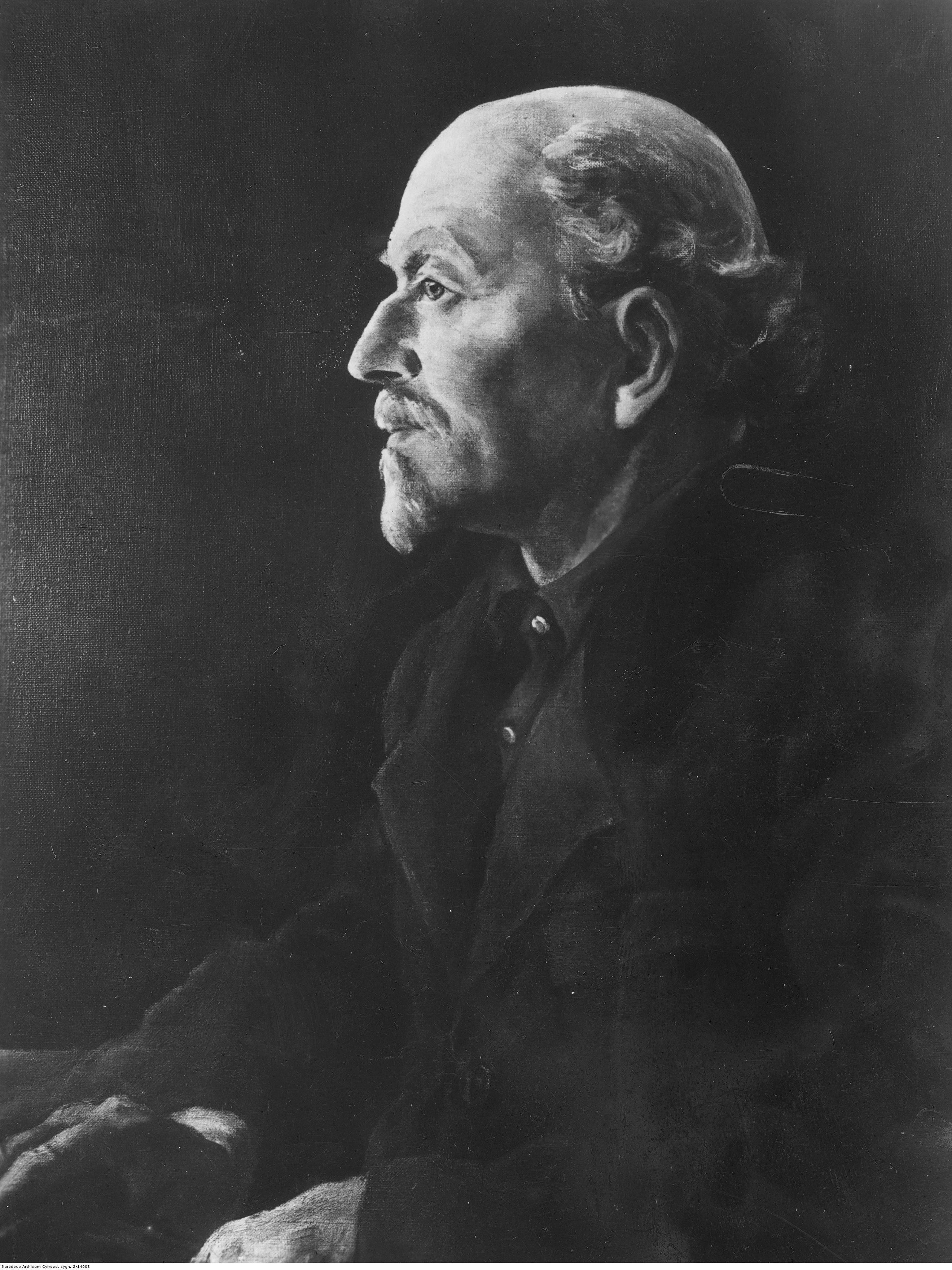
Bernhard Hauff

Bernhard Hauff (* 4. Juli 1866 in Holzmaden; † 10. Juli 1950 ebenda) war ein deutscher Fossiliensammler und -präparator. Zugleich war er Gründer und Direktor eines paläontologisch ausgerichteten Museums.

## Leben
Hauff war der Sohn eines Steinbruchbesitzers und Chemikers, der aus den Schiefern Öl destillieren wollte. Er interessierte sich schon als Kind für die im Schiefer gefundenen Fossilien. Die Präparation lernte er als Autodidakt. Ab 1883 präparierte er erstmals einen Ichthyosaurier mit Weichteil-Umrissen. Er arbeitete eng mit Eberhard Fraas zusammen, dem Oberkonservator am Naturkundemuseum in Stuttgart.
Hauff wurde bekannt als herausragender Präparator der Fossilienfunde im Posidonienschiefer von Holzmaden, insbesondere für die Ichthyosaurier, die ihren Weg in viele Sammlungen und Museen der Welt fanden. Er ist der Gründer des Urwelt-Museum Hauff in Holzmaden, das dann von seinem Sohn Bernhard Hauff junior (1912–1990) ausgebaut und von seinem Enkel Rolf Bernhard Hauff ab 1990 weitergeführt wurde. Das erste Museum wurde 1936/37 erbaut.
Er war seit 1912 Mitglied der Paläontologischen Gesellschaft und wurde 1921 Ehrendoktor der Universität Tübingen. 1936 wurde er Ehrenmitglied des Vereins für vaterländische Naturkunde in Württemberg. Im Jahr 1941 erhielt er von Adolf Hitler die Goethe-Medaille für Kunst und Wissenschaft verliehen.
Hauff ist mit dem Schriftsteller Wilhelm Hauff und dem Porzellanmaler Philipp Petri verwandt.